# Choudwar
Choudwar es una ciudad y  municipio situada en el distrito de Cuttack en el estado de Odisha (India). Su población es de 52999 habitantes (2011). Se encuentra orillas del río Birupa, a 29 km de Bhubaneswar y a 8 km de Cuttack.

## Demografía
Según el censo de 2011 la población de Choudwar era de 52999 habitantes, de los cuales 27696 eran hombres y 25303 eran mujeres. Choudwar tiene una tasa media de alfabetización del 88,7%, superior a la media estatal del 72,87%. l